# Носаков, Иван Васильевич
Иван Васильевич Носаков (1904—1976) — советский горный инженер, лауреат Сталинской премии.

## Биография
Родился 13 (26 ноября) 1904 года в селе Алексеевка (ныне Пачелмский район, Пензенская область) в многодетной семье крестьянина-середняка.
В 1926—1929 служил в РККА в Ташкенте, затем там же учился на рабфаке и на первом курсе Средне-Азиатского геологоразведочного института.
В 1931 году перевёлся в АзИИ (Баку). Одновременно работал техником-диспетчером в газовой конторе Азнефтькомбината.
После окончания института (1935) назначен директором сажевых заводов треста Азгаз.
В декабре 1940 года по решению ЦК КПб Азербайджана был направлен в распоряжение НКВД на строительство сажевых заводов в Ухте. Назначен начальником управления «Газстрой», наделенного правами треста.
С июля 1941 года директор Крутянских сажевых заводов (п. Крутая), с марта 1942 года управляющий трестом Войвожнефть Ухтинского комбината МВД (1942—1948).
В 1948—1954 начальник строительства и директор Ижемского сажевого завода. В 1954—1956 главный инженер Ухтинского комбината.
С декабря 1956 года работал в Главном управлении газовой промышленности при СМ СССР.

## Награды и премии
- Сталинская премия второй степени (1947) — за открытие и промышленное освоение газовых месторождений Верхней Ижмы
- орден Трудового Красного Знамени
- орден «Знак Почёта»
- медали